# FK Ekranas
FK Ekranas este un club de fotbal lituanian din orașul Panevėžys. Clubul a fost fondat în 1964.

## Istorie
A câștigat campionatele lituaniene din 1985, 1993 și 2005, Cupa Lituaniană în 1985, 1998 și 2000 și Supercupa Lituaniană în 1998 și 2006. Printre jucătorii notabili se numără:
- Marius Stankevičius (transferat la Brescia în 2001)
- Edgaras Česnauskis (transferat la Dinamo Kiev în 2002)
- Deividas Česnauskis (transferat la Dinamo Moscova în 2000)
- Vaidotas Šlekys (transferat la FC Wil (Elveția) în 1993)
- Egidijus Majus (transferat la Zenit St Petersburg în 2004)
- Darius Gleveckas (transferat la Șahtior Donețk în 1998)

Pe 5 noiembrie 2004, înaintea meciului care decidea campioana din A Lyga împotriva echipei FBK Kaunas, clubul a fost în mod controversat eliminat din prima divizie de către Asociația Națională a Cluburilor de Fotbal (lituaniană: NFKA) din cauza unui presupus blat, însă în final acuzația s-a dovedit nefondată iar echipa și-a reluat locul.
În august 2006, FK Ekranas a câștigat pentru prima dată Cupa Campionilor Baltici la Liepāja, după ce i-a învins pe campionii estonieni TVMK Tallinn cu scorul de 6-4 și a reușit un egal cu gazda turneului, Liepājas Metalurgs 1-1.

## Participări în campionatele lituaniene
- 2009 - locul 1
- 2008 - locul 1
- 2007 - locul 3
- 2006 - locul 2
- 2005 - locul 1
- 2004 - locul 2
- 2003 - locul 2
- 2002 - locul 3
- 2001 - locul 4
- 2000 - locul 4
- 1999 (tranzit) - locul 5
- 1998/99 - locul 4
- 1997/98 - locul 3
- 1996/97 - locul 5
- 1995/96 - locul 7
- 1994/95 - locul 8
- 1993/94 - locul 3
- 1992/93 - locul 1
- 1991/92 - locul 5
- 1991 - locul 4

## Realizări
- A lyga: 5

1985, 1993, 2005 , 2008 , 2009
- Cupa Lituaniană: 4

1985, 1998, 2000, 2010
- Supercupa Lituaniană: 3

1998, 2006, 2010